# Jakub Gąsiecki
Jakub Gąsiecki (ur. 26 lipca 1860 w Gzichowie, zm. 2 maja 1933 w Krakowie) – generał dywizji Wojska Polskiego, kawaler Orderu Virtuti Militari.

## Życiorys
Jakub Gąsiecki urodził się 26 lipca 1860 roku w Gzichowie, w rodzinie Franciszka, zarządcy Resursy niemieckiej w Krakowie, i Marii z Ankusińskich. Po ukończeniu gimnazjum i szkoły wojskowej wstąpił do cesarskiej i królewskiej armii. 1 grudnia 1913 roku został dowódcą c. i k. 40 pułku piechoty „Ritter von Pino” stacjonującego w Rzeszowie, Dębicy i Nisku. Na czele tego oddziału walczył w I wojnie światowej. Od 1 stycznia do 30 listopada 1915 roku dowodził 89 Brygadą Piechoty Landwehry. 17 maja 1916 roku awansował na generała majora ze starszeństwem z 1 maja 1916 roku. 1 listopada 1916 roku został przeniesiony w stan spoczynku. 7 stycznia 1917 roku otrzymał nobilitację szlachecką z predykatem Edler von Włostowiec.
W listopadzie 1918 roku został przyjęty do Wojska Polskiego. Początkowo był inspektorem w Dowództwie Okręgu Generalnego „Kraków” w Krakowie, a później inspektorem piechoty przy tym dowództwie. Od 11 sierpnia 1919 roku dowodził 11 Dywizją Piechoty. Ze stanowiska dowódcy dywizji został zwolniony rozkazem Naczelnego Dowództwa Nr 5326/V/Pf z dnia 28 czerwca 1920 roku. 28 października 1920 roku w Warszawie Najwyższa Wojskowa Komisja Opiniująca pod przewodnictwem generała broni Józefa Hallera stwierdziła jednogłośnie, że „w kierownictwie Generała Podporucznika Gąsieckiego Jakóba 11-tą Dyw. Piech. w walkach dnia 2 czerwca 1920 r. nie można znaleźć żadnego przewinienia”.
Od lipca 1920 roku był zastępcą dowódcy Dowództwie Okręgu Generalnego „Warszawa” i jednocześnie zastępcą dowódcy obrony Warszawy. Funkcję tę pełnił do listopada 1920 roku. Od grudnia 1920 roku był kierownikiem kursów oficerskich w Krakowie. Z dniem 1 kwietnia 1921 roku został przeniesiony w stan spoczynku, w stopniu generała porucznika. Dopiero 18 listopada 1921 roku Naczelny Wódz Wojsk Polskich, marszałek Polski Józef Piłsudski zatwierdził uchwałę Najwyższej Wojskowej Komisji Opiniującej i polecił Ministrowi Spraw Wojskowych ogłosić ją zainteresowanemu. 26 października 1923 roku Prezydent RP Stanisław Wojciechowski zatwierdził go w stopniu generała dywizji. Był prezesem oddziału Polskiego Towarzystwa Opieki nad Grobami Bohaterów. Zmarł 2 maja 1933 roku w Krakowie. Pochowany na Cmentarzu wojskowym przy ul. Prandoty w Krakowie (kwatera 6 woj.-płd.-zach.-narożnik). 

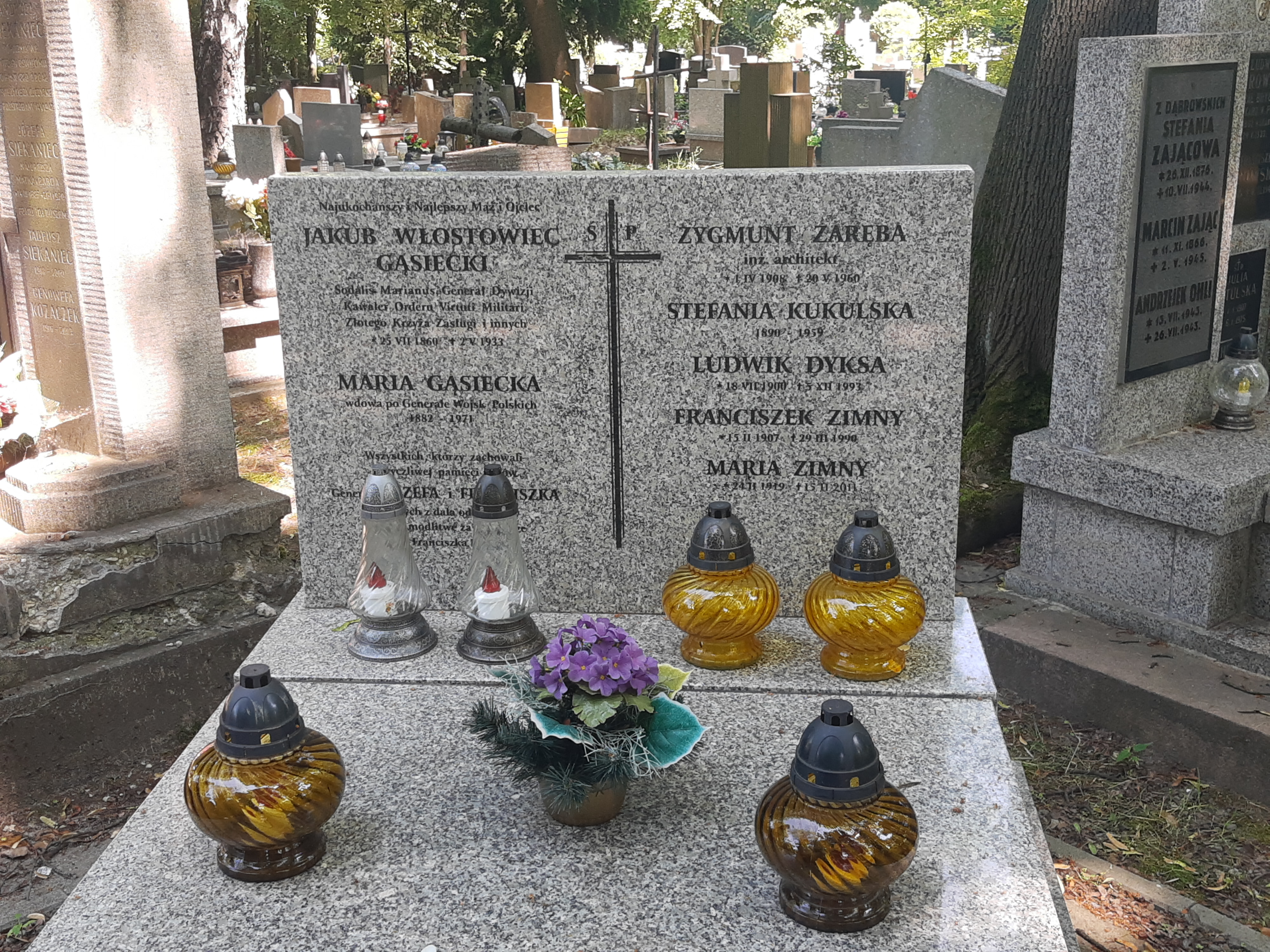
grób gen. Jakuba Gąsieckiego na cmentarzu wojskowym przy ul. Prandoty w Krakowie

Jakub Gąsiecki był żonaty z Marią Pomian-Grabińską, z którą miał dwóch synów.

## Ordery i odznaczenia
- Krzyż Srebrny Orderu Wojskowego Virtuti Militari (1922)[12]
- Krzyż Walecznych
- Złoty Krzyż Zasługi (19 marca 1931)[13]
- Kawaler Orderu Żelaznej Korony III klasy z wojenną dekoracją (Austro-Węgry, 1915)
- Krzyż Zasługi Wojskowej III klasy z mieczami i dekoracją wojenną (Austro-Węgry, 1916)[14][15]
- Krzyż Zasługi Wojskowej III Klasy[16]
- Srebrny Medal Zasługi Wojskowej na wstążce Krzyża Wojskowego[16]
- Brązowy Medal Zasługi Wojskowej na czerwonej wstędze[16]
- Odznaka za Służbę Wojskową II Klasy[16]
- Medal Jubileuszowy Pamiątkowy dla Sił Zbrojnych i Żandarmerii[16]
- Krzyż Jubileuszowy Wojskowy[16]
- Krzyż Pamiątkowy Mobilizacji 1912–1913[16]